# Chromomastax jagoi
Chromomastax jagoi is een rechtvleugelig insect uit de familie Euschmidtiidae. De wetenschappelijke naam van deze soort is voor het eerst geldig gepubliceerd in 1973 door Descamps.
1. ↑  (en) Chromomastax jagoi op de IUCN Red List of Threatened Species.